# Teresa Bracco
Teresa Bracco, född 24 februari 1924 i Santa Giulia, Dego, död 28 augusti 1944 i närheten av Santa Giulia, är en italiensk jungfrumartyr. Hon saligförklarades 1998 med minnesdag den 29 augusti.